# Trithemis stictica
Trithemis stictica е вид водно конче от семейство Libellulidae. Видът не е застрашен от изчезване.

## Разпространение и местообитание
Разпространен е в Ангола, Бенин, Ботсвана, Гана, Демократична република Конго, Етиопия, Замбия, Зимбабве, Кения, Либерия, Мадагаскар, Малави, Мозамбик, Намибия, Нигерия, Сиера Леоне, Сомалия, Судан, Танзания, Того, Уганда и Южна Африка.
Обитава гористи местности, планини, възвишения, храсталаци, крайбрежия, плажове, блата, мочурища и тресавища в райони с тропически и субтропичен климат.